# سكري الشبان الناضجين
سكري الشبان الناضجين (بالإنجليزية: Maturity onset diabetes of the young)‏ يُشير إلى واحدة من الأمراض الوراثية الخاصة بمرض السكري والتي تُسبب حُدوثه طفرات في الجينات الوراثية السائدة وبالتالي تعطيل إنتاج الإنسولين.
سكري الشبان الناضجين يرمز إلى حالة مختلفة عن السكري الأول والثاني اللذان يتطلبان عوامل جينية وبيئية أكثر تعقيداً. الجين MODY 1 وMODY 2 هما الجينان المسؤولان عن تطور سكري الشبان الناضجين. ينبغي التمييز بين داء السكري الكامن ذاتي المناعة عند الكبار وسكري الشبان الناضجين، فالأول هو نوع من أنواع سكري النمط الأول والذي ينشأ في الكبار ويتميز بتدهور أقل لحالة المريض والاعتماد على الإنسولين يكون أقل شدة.

## التاريخ
يعود مصطلح سكري الشبان الناضجين MODY إلى عام 1964، عندما كان يعتبر مرض السكري له شكلين رئيسيين: سكري الأطفال وسكري الكبار، والتي تتوافق تقريبا إلى ما نسميه الآن سكري النوع الأول (1) وسكري النوع الثاني (2). مصطلح سكري الشبان الناضجين يرمز لأي طفل أو شاب بالغ لديه ارتفاع مستمر في سكر الدم بدون أعراض دون التقدم إلى حالة الحماض الكيتوني السكري. تم علاج العديد من هؤلاء المرضى بـسلفونيليوريا بدرجات متفاوتة من النجاح.

## الأعراض والتشخيص التفريقي
سكري الشبان الناضجين هو التشخيص النهائي في 1% -2% من المصابين في البداية بمرض السكري. انتشار المرض هو ما بين 70-110 شخص لكل مليون نسمة. و50% من أقارب من الدرجة الأولى يرث نفس الطفرة الجينية، مما يمنحهم خطر وعرضة أكثر من 95% لتطور جين MODY.
وبسبب ذلك، التشخيص الصحيح والدقيق مهم. عادة المرضى يظهر لديهم تاريخ قوي عائلي من مرض السكري (أي نوع) وتبدأ الأعراض بالظهور في العقد الثاني إلى الخامس من العمر.
بشكل عام، هناك نوعان من االتظاهرات السريرية (تجلي المرض):
- بعض أشكال سكري الشبان الناضجين تنتج ارتفاع كبير في سكر الدم وعلامات وأعراض مرض السكري النموذجية أو الاعتيادية مثل زيادة العطش والتبول (عطاش وبوال).
- في المقابل، كثير من الناس المصابين بسكري الشبان الناضجين ليس لديهم علامات أو أعراض ويتم تشخيص إما عن طريق الصدفة، أو عندما يتم اكتشاف ارتفاع نسبة السكر في الدم (الجلوكوز) خلال اختبار لأسباب أخرى، أو عند فحص أقارب شخص اكتشف أنه مصاب بـمرض السكري. إذا تم اكتشاف ارتفاع معتدل في سكر الدم خلال اختبار تحمل الجلوكوز للحامل، فهذه تعتبر علامة سريرة مميزة.

حالات سكري الشبان الناضجين غير المشخصة قد تشكل ما لا يقل عن 5٪ من السكري النمط الأول (1) والنمط الثاني (2) في عيادة كبير لمرض السكري. في حين أن أهداف علاج مرض السكري هي نفسها بغض النظر عن نوع السكري، الا أن هناك نوعان من المزايا الأساسية لتأكيد تشخيص سكري الشبان الناضجين:
- أولها أنه قد لا يكون العلاج بالإنسولين ضروري، فإنه قد يكون من الممكن تبديل علاج المصاب بسكري الشبان الناضجين إلى خافضات سكر الدم دون فقدان السيطرة على سكر الدم.
- قد تساعد في تشخيص مبكر للأقارب الذين هم عرضة للإصابة بالمرض وحتى قد يؤدي ذلك إلى تشخيص حالات أخرى في أفراد الأسرة.

لأن المرض يحدث بشكل غير منتظم، يتم تشخيص كثير من حالات سكري الشبان الناضجين في البداية على أنها شكل من أشكال مرض السكري الأكثر شيوعا مثل: النمط الأول (1) إذا كان المريض شاب وليس بدين، أو نمط الثاني (2) إذا كان المريض بدين، أو سكري الحمل إذا كانت المريضة حامل.
علاجات السكري غالباً ما تكون الانسولين للسكري النمط الأول 1 وسكري الحمل، ومخفضات سكر الدم لمرض السكري النمط الثاني قبل أن يشك الطبيب بالأنواع الأخرى الأقل انتشاراً من مرض السكري.

### العلامات السريرية والتاريخ المرضي
- ارتفاع خفيف إلى معتدل في السكر الدم (130–250 mg/dl، أو 7-14 mmol/l قبل سن الـ30 ولكن سكري الشبان الناضجين قد يحدث في أي شخص قبل الـ50
- أحد الأقارب لديه نفس الدرجة من مرض السكري.
- غياب الأجسام المضادة الإيجابية أو المناعة الذاتية الأخرى (على سبيل المثال، التهاب الغدة الدرقية) في المريض وعائلته.
- عدم الحاجة لجرعة انسولين عالية (أقل من 0.5 /لكل كيلوجرام/ يوم) بعد فترة التشخيص لمرضى السكري النمط الأول.
- خفيف الوزن (عدم السمنة، ولكن المرضى البدينين قد يصابوا بسكري الشباب الناضجين) وعدم وجود امراض أو مشاكل لها علاقة لسكري النمط الثاني أو متلازمات أيضية كـارتفاع الضغط، وفرط شحميات الدم، ومتلازمة تكيس المبايض)
- مقاومة الإنسولين نادراً ما تحصل
- مرض الكلى المتعدد الكيسات في المريض أو اقاربه.
- مرض سكري حديثي الولادة مستمر، أو سكري نمط الأول قبل 6 آشهر من العمر.
- الورم الغدي ذو الخلايا الكبدية في سكري الشبان الناضجين MODY3

التشخيص يتم عبر فحص وأختبار جينات معينة والتي قد تتوفر في بعض المختبرات التجارية.

## الفيزيولوجيا المرضية
الأنواع المعروفة من سكري الشبان الناضجين كلها تنتج بسبب ضعف إنتاج الأنسولين قبل خلايا بيتا في البنكرياس. العديد من الأعطاب تنتج بسبب طفرات في جينات عوامل النسخ. إحدى الطفرات تكون جين غلوكوكيناز. في العديد من أنواع سكري الشبان الناضجين، تنتج تبديلات الجينات المسؤولة عن الأحماض الأمينية. في بعض الأحيان، تكون هناك اختلافات واضحة في فعالية الجين اللذي حصلت فيه الطفرة مما يؤدي إلى اختلافات في نتائج الفحص السريري ودرجة نقص الإنسولين وسن ظهور المرض والأعراض.

## العلاج
في بعض أشكال سكري الشبان الناضجين، قد يكون استعمال أدوية نموذجية لجميع المرضى مناسبق، ولكن توجد استثناءات:
- في سكري الشبان الناضجين MODY2، خافضات سكر الدم غير مفيدة واستعمال الإنسولين غير ضروري لأن الخلل في هذا النمط ليس مقاومة الإنسولين (كما في السكري من النمط 2) بل هو تأخر ردة فعل الجسم في إفراز الإنسولين إلى ما فوق 126 مغ/دل (خلافا للجسم الطبيعي الذي يبدأ فيه إفراز الإنسولين عند مستويات بحدود 90 مغ/دل)
- في سكري الشبان الناضجين MODY1/MODY3، الإنسولين قد يكون أكثر فعالية من خافضات سكر الدم.
- قد يفيد العلاج بـسلفونيليوريا في سكري حديثي الولادة.

لسوء الحظ، الارتفاع المزمن في السكر الدم لأي سبب يمكن أن يسبب بضرر في نهاية المطاف للأوعية الدموية ومضاعفات دقيقة في الاوعية الدموية من مرض السكري. أهداف العلاج الرئيسية للأشخاص الذين يعانون سكري الشبان الناضجين هو الحفاظ على نسبة سكر الدم قريبة من وضعها الطبيعي ما أمكن (ضبط السكري)، وتقليل عوامل الخطر للأوعية الدموية الأخرى؛ هذا الهدف هو نفسه في جميع أشكال السكري.
سبل المحافظة على ضبط السكري الممتاز هي: الحمية، والتمارين الرياضية، وخافضات سكر الدم، وحقن الإنسولين؛ في كثير من الحالات، أهداف العلاج يمكن المحافظة عليها والوصول لها مع سكري الشبان الناضجين بسهولة أكثر من سكري النمط الأول وسكري النمط الثاني. بعض المصابين بسكري الشبان الناضجين قد يحتاجون لحقن الأنسولين لتحقيق نفس ضبط السكري بينما قد يحتاج شخص أخر إلى المحافظة علي نظام غذائي صحي أو أحد خافضات سكر الدم للوصول إلى نفس الدرجة من ضبط السكري.
عند وصف خافضات سكر الدم، غالباً ما يعتمد على السلفونيليوريا كأول علاج. عند مقارنة مرضى سكري الشبان الناضجين مع الذين يعانون من مرض السكري النمط الثاني، مرضى سكري الشبان الناضجين غالبا ما يكونون أكثر حساسية واستجابة للـ سلفونيليوريا، فقد يحتاجون إلى جرعة أقل لتجنب حدوث هبوط في مستوى سكر الدم (نقص سكر الدم). مرضى سكري الشبان الناضجين غالبا لا يعانون من البدانة ومقاومة الانسولين مثل مرضى السكري النمط الثاني الذين يُوصف لهم محسسات الأنسولين مثل ميتفورمين أو ثيازوليدينديون عوضاً عن الـ سلفونيليوريا.